# Sugar (Flo Rida)
Sugar è un brano musicale di Flo Rida, pubblicato come primo singolo estratto dall'album R.O.O.T.S., secondo album del rapper. Il brano figura la collaborazione di Wynter Gordon ed è prodotto da DJ Montay. Il ritornello del brano utilizza un campionamento di Blue (Da Ba Dee) del gruppo italiano Eiffel 65. Il singolo è riuscito ad arrivare alla quinta posizione della Billboard Hot 100, supportato dalle vendite digitali. Il singolo ha inoltre incontrato grande successo in Canada, ed in altre classifiche Billboard. Nel Regno Unito, la canzone è uscita il 25 maggio 2009.

## Tracce
CD singolo
1. Sugar (Radio Edit) - 4:04
2. Sugar (Instrumental) - 4:15

CD Maxi
1. Sugar (Album Version)
2. Right Round (Benny Benassi Remix Edit)
3. Right Round (mark Brown Remix)
4. Sugar (Video)

CD Maxi - Remixes
1. Sugar (Mondotek Remix) - 5:14
2. Sugar (Mondotek Radio Edit) - 3:37
3. Sugar (Mondotek Dub) - 4:42
4. Sugar (Micky Modelle Remix) - 5:54
5. Sugar (Micky Modelle Instrumental Remix) - 5:54
6. Sugar (Micky Modelle Radio Edit) - 3:17
7. Sugar (Micky Modelle Instrumental Radio Edit) - 3:17
8. Sugar (Album Version) - 4:13

## Classifiche
| Classifica (2008                     | Posizione massima |
| ------------------------------------ | ----------------- |
| Australia (ARIA Charts)              | 20                |
| Austria (Ö3 Austria Top 40)          | 28                |
| Belgio (Ultratop 50 Fiandre)         | 40                |
| Belgio (Ultratop 40 Vallonia)        | 21                |
| Finlandia (Suomen virallinen lista)  | 7                 |
| Francia (SNEP)                       | 9                 |
| Paesi Bassi (Mega Single Top 100)    | 39                |
| Irlanda (IRMA)                       | 14                |
| Canada (Billboard Canadian Hot 100)  | 8                 |
| Germania (Media Control Charts)      | 37                |
| Nuova Zelanda (RIANZ)                | 26                |
| Svizzera (Schweizer Hitparade)       | 40                |
| Svezia (Sverigetopplistan)           | 31                |
| Regno Unito (Official Singles Chart) | 18                |
| Stati Uniti (Billboard Hot 100)      | 5                 |
| Stati Uniti (Rap Songs)              | 10                |